# Sainte-Marie-Lapanouze
Sainte-Marie-Lapanouze é uma comuna francesa na região administrativa da Nova Aquitânia, no departamento de Corrèze. Estende-se por uma área de 6,63 km². Em 2010 a comuna tinha 56 habitantes (densidade: 8,4 hab./km²).